# 湯谷温泉駅
湯谷温泉駅（ゆやおんせんえき）は、愛知県新城市豊岡字滝上にある、東海旅客鉄道（JR東海）飯田線の駅である。

## 概要
当駅は、豊橋駅（愛知県）から飯田駅（長野県）を経て辰野駅（同県）へ至る飯田線の途中駅（中間駅）の一つである。新城市北東の長篠地区に位置し、湯谷温泉玄関口でもある。豊橋 - 飯田間を結ぶ特急「伊那路」の停車駅の一つ。
鳳来寺鉄道によって1923年（大正12年）に開設された。その後1943年（昭和18年）の国有化を経て、1987年（昭和62年）からJR東海に移管されている。JR移行後の1991年（平成3年）に、それまでの湯谷駅（ゆやえき）から現駅名に改称された。

## 歴史

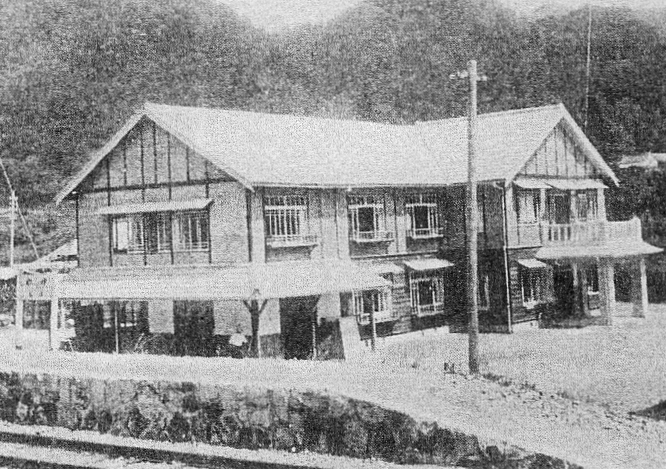
鳳来寺鉄道時代の旧駅舎（1926年）

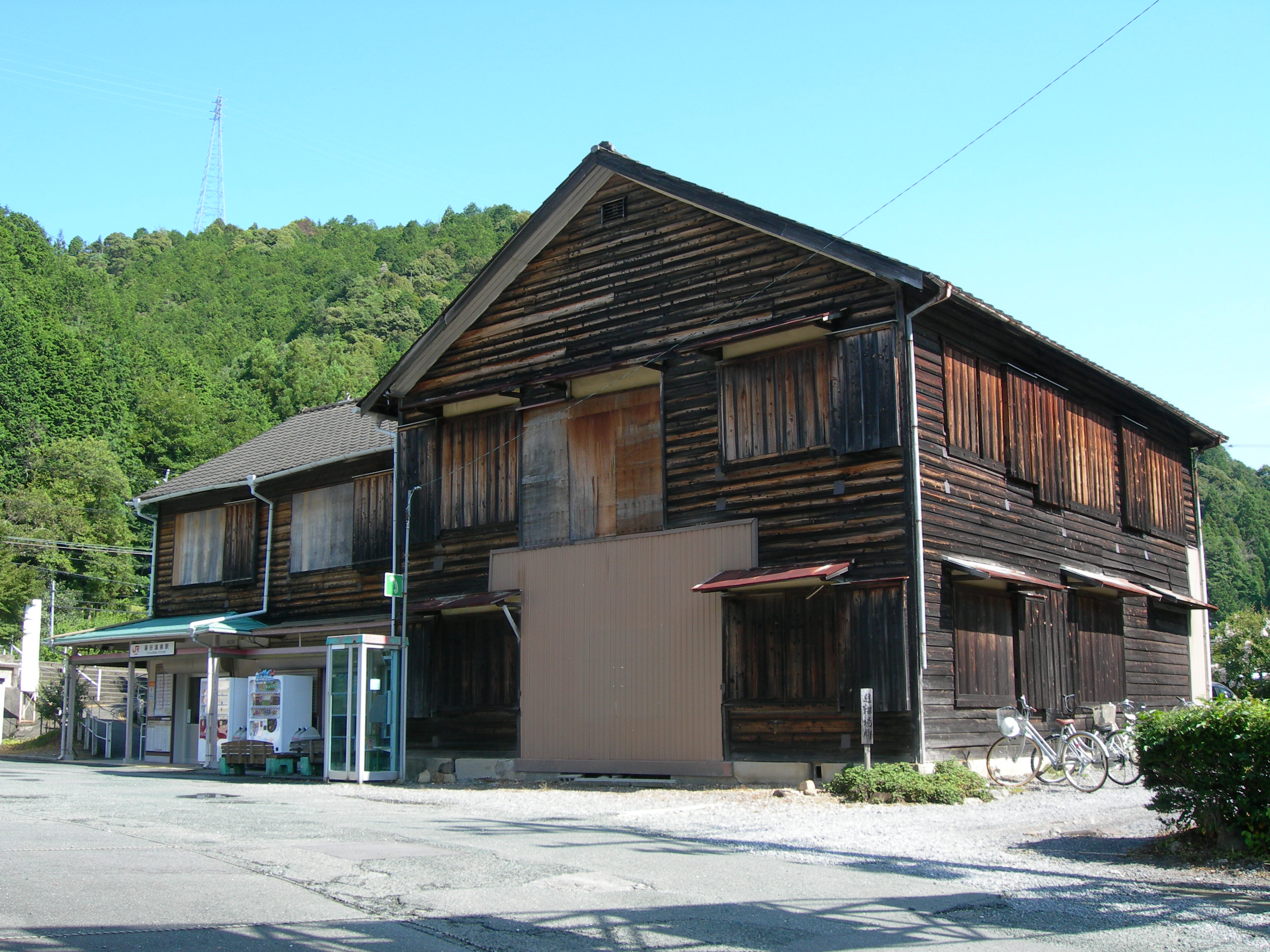
JR化後の旧駅舎（2009年7月）

湯谷温泉駅を開設した鳳来寺鉄道は、現在の飯田線中南部に当たる大海 - 三河川合間を運営していた私鉄である。1923年2月の同区間開通に伴って新設された「湯谷停留場」がこの駅の前身である。駅には鳳来寺鉄道直営の宿泊施設が併設されていた。1943年8月、鳳来寺鉄道は買収・国有化されて国鉄飯田線が成立、それに伴って湯谷停留場も国鉄に移管され、名称も「湯谷駅」となまった。
1987年4月の国鉄分割民営化では、JR東海へと継承された。その4年後の1991年12月、「湯谷温泉駅」へと改称した。改称は湯谷温泉を宣伝するためのもので、当時の鳳来町と湯谷温泉発展会が費用を負担して実施された。
2019年（令和元年）6月、駅舎解体が報じられた。

### 年表
- 1923年（大正12年）2月1日：鳳来寺鉄道の湯谷停留場として開設[3]。
- 1943年（昭和18年）8月1日：国有化、国鉄飯田線の駅となり、湯谷駅に昇格[3]。
- 1971年（昭和46年）12月1日：荷物扱い廃止[3]。
- 1985年（昭和60年）4月1日：無人駅化[4]。
- 1987年（昭和62年）4月1日：国鉄分割民営化に伴い、JR東海が継承[3]。
- 1991年（平成3年）12月14日：湯谷温泉駅に改称[3]。
- 1994年（平成6年）3月1日：有人駅化[5]。
- 2015年（平成27年）4月1日：簡易委託解除、再度無人駅化。
- 2019年（令和元年）7月：駅舎解体（9月まで）[2]。

## 駅構造
単式ホーム1面1線の地上駅である。上下双方の列車が同じホームを使用する。
かつては新城市観光協会と湯谷温泉発展会に委託された簡易委託駅であったが、2015年3月31日限りで契約終了となり、現在は無人駅となっている。
管理駅（駅長配置駅）である豊川駅管理下に置かれている。なお、国鉄時代の1985年に一度無人駅となり、1991年に再度駅員が配置された経緯がある。外にトイレがある。

## 停車列車
優等列車に関しては、特急「伊那路」が1996年3月の運行開始時から停車駅の一つとしている。
特急以外の列車は2010年3月改正時点で、下り（中部天竜方面行）は1日12本（ほぼ1 - 3時間に1本）、上り（豊橋方面行き）は13本（1 - 2時間に1本、最大1時間に2本）設定されている。種別は普通列車が主だが、上りに1本のみ快速列車がある。

## 駅周辺
駅周辺は宇連川（三輪川）を挟んで温泉宿が立ち並び、「湯谷温泉」と呼ばれる。
駅があるのは宇連川右岸にある湯谷と言う集落であり、川の対岸は能登瀬という集落である。駅前を通る愛知県道439号を南へ向かうと橋平と言う集落で、ここから湯谷大橋で宇連川を渡ると国道151号（別所街道）に繋がる。国道を南へ向かうと井代と言う集落があり、さらに南へ進むと次の三河大野駅前へと出る。一方、能登瀬集落を抜けて国道へ北へ向かうと、三河槙原駅の対岸へと出る。
鳳来寺山を登る愛知県道524号（鳳来寺山パークウェイ）が、駅から県道439号を300m程南へ向かった場所から西へ向かっており、その付近に新城市Sバス湯谷温泉もっくる新城線の「湯谷温泉駅南」バス停がある。

## 隣の駅
東海旅客鉄道（JR東海）
CD 飯田線
- 特急「伊那路」停車駅

■快速（上りのみ運転）・■普通
三河大野駅 - 湯谷温泉駅 - 三河槙原駅